# Hubert Bognermayr

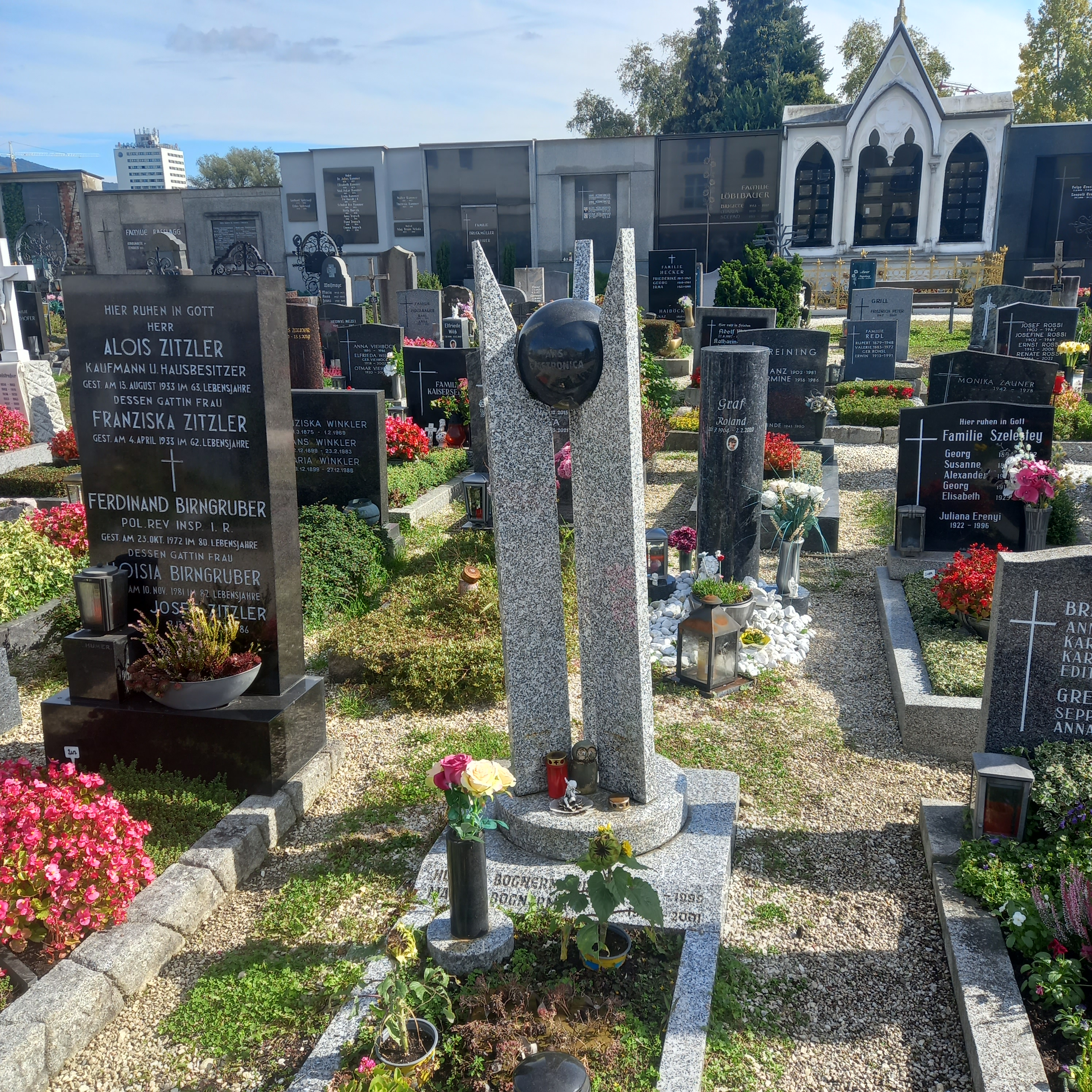
Das Grab von Hubert Bognermayr auf dem Pfarrfriedhof Urfahr in Linz

Hubert Bognermayr (* 6. April 1948 in Linz; † 17. März 1999 ebenda) war ein österreichischer Musiker, Komponist und Pionier der elektronischen Musik.
Er war Gründungsmitglied der österreichischen Rockband Eela Craig (1970), einer der Gründer der Ars-Electronica-Festivals in Linz (1979) sowie Gründer der Blue Chip Academy (1989). Außerdem nutzte er einige Pseudonyme wie Luis Fernandez und Umberto Hohenstirn.

## Leben
Ein Schwerpunkt in Bognermayrs Bands und Projekten waren die Zusammenführung von Pop, Klassik und Weltmusik sowie klassische Kompositionsarbeit unter Einbeziehung der elektronischen Musik. Eine beträchtliche Zahl internationaler Aufführungen hatte er in Opernhäusern oder bei Festivals, bis hin zu live im Fernsehen übertragenen Premieren. Für Herbert von Karajan schuf er elektronische Glockenklänge (Parsifal, Salzburg 1980).
Bognermayr leistete bahnbrechende und international anerkannte Arbeit im Bereich der computerakustischen Musik. Um 1980 richtete er gemeinsam mit Harald Zuschrader zu Hause sein „Elektronisches Försterhaus“ genanntes Tonstudio ein und begann, mit den Möglichkeiten des Musikcomputers Fairlight CMI zu experimentieren, dem ersten digitalen Synthesizer mit Sampling-Technik, der also digitalisierte und gespeicherte Klangstücke weiterverarbeitete. Hier entstand als Auftragsproduktion für die Ars Electronica das Werk Erdenklang – computerakustische Klangsinfonie. Premiere war am 28. September 1982 im Brucknerhaus Linz. Das Werk wurde zusammen mit einem Tanztheater und fünf live auf der Bühne gespielten Musikcomputern aufgeführt.
In den Liner Notes der LP Erdenklang schwärmt Wendy Carlos:

“… with the appearance of Erdenklang by Bognermayr and Zuschrader the medium of electronic music has crossed another threshold. […] To me it has been a long tedious way for this to happen…”

„Das Medium der elektronischen Musik hat mit Bognermayr/Zuschraders Erdenklang eine neue Schwelle überschritten […] Für mich war es ein langer und belastender Weg bis zu diesem Ereignis …“

Kurz hintereinander spielte er Weihnachtsmelodien auf der LP Sternenklang ein und komponierte das Werk Bergpredigt. Auch diese Veröffentlichungen wurden vollständig auf der ersten Generation des Fairlight CMI unter Zuhilfenahme von Samples natürlicher Töne und Geräusche gespielt. Weitere Produktionen und technische Zusammenarbeit gab es zum Beispiel mit Klaus Pruenster oder Gyan Nishabda. Beide waren auch bei der Erdenklang-Premiere auf der Bühne beteiligt gewesen; sie loteten in ihren weiteren Projekten die neuen technischen Möglichkeiten jeweils sehr unterschiedlich aus.
Anfang 1984 wurde Mike Oldfield wegen des weiter anhaltenden Erfolges der Erdenklang-LP auf Bognermayr und Zuschrader aufmerksam und engagierte sie für die Tournee zu seiner LP Discovery. Bognermayr beteiligte sich mehrere Monate an der Klangprogrammierung, während Zuschrader auch als Keyboarder an den beiden Fairlight CMI auf der Tour mitspielte.
Im Jahre 1988 gründeten Bognermayr und Zuschrader das Blue Chip Orchestra. Die Debütaufnahme Blue Chip Orchestra bekam international starke Aufmerksamkeit. Es folgten u. a. die Werke Donau so blau in Zusammenarbeit mit dem Komponisten Josef Resl und White River – Red Spirit (akustische Musik amerikanischer Ureinwohner, kombiniert mit gesampelten Naturklängen und elektronischer Musik). Während dieser Projekte entwickelten sie gänzlich neue Instrumente, zum Beispiel „Ultraschallharfe“ und „Donautuba“. Die 1989 gegründete Blue Chip Academy befasst sich mit Computermusik und deren Spieltechnik sowie neuen Methoden der Digitalpädagogik.
In den Jahren 1987, 1988 sowie 1989 gab Bognermayr das offizielle Statement der Jury zum Prix Ars Electronica jeweils in der Kategorie Computermusik ab.
Am 17. März 1999 nahm sich Hubert Bognermayr in seiner Heimatstadt das Leben. Er wurde am Pfarrfriedhof Urfahr begraben.